# Crkva sv. Duha u Noršić Selu
Crkva sv. Duha rimokatolička je crkva u naselju Noršić Selo koje je u sastavu grada Samobora i zaštićeno kulturno dobro.

## Opis dobra
Crkva je podignuta na uzvisini iznad naselja okružena cinktorom i grobljem. Jednobrodna je građevina pravokutnog tlocrta s užim, poligonalno zaključenim svetištem, sakristijom uz sjeverni zid te dvokatnim zvonikom i zatvorenim narteksom na zapadnom pročelju. Sagrađena je 1642. godine kao kapela, dovršena u 18.st., zatim više puta obnavljana. Župna crkva postaje 1831. godine. Građena je od kamena i opeke, svođena baroknim križnim i češkim svodom. Inventar je iz 19. i 20. st.

## Zaštita
Pod oznakom Z-1589 zavedena je kao nepokretno kulturno dobro – pojedinačno, pravna statusa zaštićena kulturnog dobra, klasificirano kao "sakralna graditeljska baština".